# Bert Roach
Pour les articles homonymes, voir Bert et Roach.
Bert Roach (né le 21 août 1891 à Washington, aux États-Unis et mort le 16 février 1971 à Los Angeles, en Californie) est un acteur américain, .

## Filmographie

### Années 1910
- 1914 : Universal Ike Junior at the Dance of Little L.O. : un invité à la fête
- 1914 : La Culotte magique de Fatty (Fatty's Magic Pants)  de Roscoe Arbuckle : un invité à la fête
- 1916 : Live Wires and Love Sparks de Henry Lehrman
- 1916 : Where Is My Husband?
- 1916 : The Youngest in the Family
- 1916 : Cold Hearts and Hot Flames de John G. Blystone
- 1916 : Murder by Mistake de Craig Hutchinson
- 1916 : The Lawyer's Secret de George Cochran
- 1917 : Beach Nuts
- 1917 : Roped Into Scandal
- 1917 : Props, Drops and Flops
- 1917 : From Cactus to Kale
- 1917 : Soapsuds and Sirens
- 1918 : Oh, Baby!
- 1918 : Two Tough Tenderfeet
- 1918 : The Geaser of Berlin
- 1918 : Beware of Boarders
- 1919 : Cupid's Day Off
- 1919 : Never Too Old
- 1919 : East Lynne with Variations
- 1919 : Yankee Doodle in Berlin de F. Richard Jones : Von Hindenburg
- 1919 : Among Those Present
- 1919 : Why Beaches Are Popular
- 1919 : Hearts and Flowers
- 1919 : Sleuths
- 1919 : A Lady's Tailor
- 1919 : His Last False Step
- 1919 : La Petite Dame d'à côté (The Speakeasy) de F. Richard Jones
- 1919 : Salome vs. Shenandoah de Ray Grey, Erle C. Kenton, et Ray Hunt

### Années 1920
- 1920 : The Star Boarder
- 1920 : The Gingham Girl
- 1920 : Un mariage mouvementé (Down on the Farm), de Ray Grey, Erle C. Kenton et F. Richard Jones
- 1920 : Let 'er Go
- 1920 : Fresh from the City
- 1920 : Married Life
- 1920 : You Wouldn't Believe It
- 1920 : My Goodness
- 1921 : L'Idole du village (A Small Town Idol) de Erle C. Kenton et Mack Sennett : Martin Brown
- 1921 : The Unhappy Finish
- 1921 : Officer Cupid
- 1921 : She Sighed by the Seaside
- 1921 : His Unlucky Berth
- 1921 : No Clothes to Guide Him
- 1921 : The Rowdy : Howard Morse
- 1921 : Look Pleasant, Please
- 1921 : Hot, But Healthy
- 1921 : No Place to Live
- 1921 : Fares, Please!
- 1921 : The Millionaire : Bobo Harmsworth
- 1921 : Show Me Your Samples
- 1921 : Fur Coats and Pants
- 1921 : The Room of Death
- 1921 : Oh! Nursie!
- 1922 : Westward Whoa!
- 1922 : Almost a Rancher
- 1922 : Taking Things Easy
- 1922 : A Shaky Family Tree
- 1922 : The Black Bag : Mulready
- 1922 : Where's the Parade?
- 1922 : The Flirt : Wade Trumble
- 1923 : Hoboes De Luxe
- 1923 : To and Fro
- 1923 : The Coal Dust Twins
- 1923 : Tramps of Note
- 1923 : Skeletons
- 1923 : Fakers
- 1923 : Bum Grafters
- 1923 : Should William Tell?
- 1923 : Two Auctioneers
- 1923 : The Jazz Bug
- 1923 : In Hock
- 1923 : Bum Slickers
- 1923 : Won't You Worry?
- 1923 : Tut! Tut! King
- 1923 : Empty Bottles
- 1923 : Crimson Coppers
- 1923 : Sing! Sing!
- 1923 : His School Daze
- 1923 : Cuckoo
- 1923 : Going South
- 1923 : Restless Rest
- 1923 : The Idea Man
- 1923 : No Parking Aloud
- 1923 : A Matter of Policy
- 1923 : Under the White Robe
- 1923 : Chasing Wealth
- 1924 : Une dame de qualité (A Lady of Quality) de Hobart Henley : Sir Christopher Crowell
- 1924 : The Mandarin
- 1924 : The Jail Bird
- 1924 : The Very Bad Man
- 1924 : Feather Pushers
- 1924 : Should Poker Players Marry?
- 1924 : Nobody to Love
- 1924 : Un drame en mer (The Storm Daughter) de George Archainbaud : Olaf Swensen
- 1924 : Marry When Young
- 1924 : Spring of 1964
- 1924 : Excitement : Toby
- 1924 : One Wet Night
- 1924 : Why Pay Your Rent?
- 1924 : High Speed de Herbert Blaché : Dick Farrell
- 1924 : Rest in Pieces
- 1924 : Why Be Jealous?
- 1924 : Patching Things Up
- 1924 : Bluffing Bluffers
- 1924 : Women's Rights
- 1924 : Fair and Windy
- 1924 : Way Up North
- 1924 : That's the Spirit
- 1924 : The Turmoil de Hobart Henley : rôle secondaire
- 1924 : The Game Hunter
- 1924 : Mind Your Doctor
- 1924 : Green Tees
- 1924 : Horse Play
- 1924 : Harem Follies
- 1925 : Under a Spell
- 1925 : La Femme de quarante ans (Smouldering Fires) de Clarence Brown : Membre du Comité
- 1925 : Le Train de 6 heures 39 (Excuse Me) d'Alfred J. Goulding : Jimmy Wellington
- 1925 : The Lost Cord
- 1925 : Papa's Pet
- 1925 : The Denial : Arthur
- 1925 : Black Gold Bricks
- 1925 : Tenting Out
- 1925 : Sleeping Sickness
- 1925 : A Nice Pickle
- 1925 : Don't (en) : oncle Nat
- 1926 : The College Yell
- 1926 : Money Talks (en) d'Archie Mayo : Oscar Waters
- 1926 : The Flaming Forest de Reginald Barker : Sloppy
- 1926 : Tin Hats : Dutch' Krausmeyer
- 1927 : Taxi-girl (The Taxi Dancer) de Harry F. Millarde : Charlie Cook
- 1927 : Tillie the Toiler de Hobart Henley : Bill
- 1927 : Le Bateau ivre (Twelve Miles Out) de Jack Conway : Luke
- 1927 : La Bataille du siècle (The Battle of the Century) de Clyde Bruckman
- 1928 : Wickedness Preferred (en) de Hobart Henley : Homer Burton
- 1928 : Chiffonnette (The Latest from Paris) de Sam Wood  : Bert Blevins
- 1928 : La Foule (The Crowd) de King Vidor : Bert
- 1928 : Under the Black Eagle de W. S. Van Dyke : Hans Schmidt
- 1928 : Riders of the Dark : shérif Snodgrass
- 1928 : Un certain jeune homme (A Certain Young Man) de Hobart Henley : Mr. Crutchley
- 1928 : Telling the World : Lane
- 1928 : Mirages (Show People) de King Vidor
- 1928 : Au fil de la vie (A Lady of Chance) de Robert Z. Leonard : l'homme qui flirte avec Dolly
- 1928 : Honeymoon : Bert
- 1929 : Le Dernier Avertissement (The Last Warning) de Paul Leni : Mike Brody
- 1929 : The Desert Rider (en) : Friar Bernardo
- 1929 : La Fille et le Garçon (The Time, the Place and the Girl) de David Butler : Bert Holmes
- 1929 : Twin Beds : Edward J. Small
- 1929 : The Argyle Case : Joe
- 1929 : Young Nowheres de Frank Lloyd : Mr. Jesse
- 1929 : The Fatal Forceps
- 1929 : So Long Letty de Lloyd Bacon : Tommy Robbins
- 1929 : The Show of Shows de John G. Adolfi

### Années 1930
- 1930 : No, No, Nanette de Clarence G. Badger : Bill Early
- 1930 : For Love or Money
- 1930 : So This Is Paris Green
- 1930 : Scrappily Married
- 1930 : Down with Husbands
- 1930 : The Stronger Sex
- 1930 : Hold Everything : Nosey Bartlett
- 1930: Le Chant de la flamme (The Song of the Flame) d'Alan Crosland :Comte Boris
- 1930 : Lawful Larceny (en) : le français
- 1930 : Liliom : Wolf
- 1930 : Nuits viennoises (Viennese Nights) d'Alan Crosland : Gus Sascher
- 1930 : Expensive Kisses
- 1930 : Princess and the Plumber : Albert Bowers
- 1930 : Captain Thunder d'Alan Crosland : Pablo
- 1930 : Free Love : rôle secondaire
- 1931 : Dangerous Daze
- 1931 : Bride and Gloomy : Groom
- 1931 : The Bad Sister : Wade Trumbull
- 1931 : Three Girls Lost : rôle indéterminé
- 1931 : Six Cylinder Love de Thornton Freeland : Harold Rogers
- 1931 : Compromised : Tony
- 1931 : Arrowsmith : Bert Tozer
- 1932 : Murders in the Rue Morgue : Paul
- 1932 : Hotel Continental : Charlie Layton
- 1932 : Impatient Maiden : Mr. Gilman
- 1932 : Cabaret de nuit (Night World) de Hobart Henley : Tommy
- 1932 : L'Oiseau de paradis (Bird of Paradise), de King Vidor : Hector
- 1932 : Aimez-moi ce soir (Love Me Tonight) : Emile
- 1932 : Those We Love (en)
- 1932 : Hat Check Girl : un invité
- 1932 : Pride of the Legion : l'homme ivre
- 1932 : The Finishing Touch
- 1932 : They Call It Sin de Thornton Freeland : Mr. Goodrich
- 1932 : Evenings for Sale : Otto Volk
- 1932 : Hesitating Love
- 1932 : Fille de feu (Call Her Savage) de John Francis Dillon
- 1933 : Je suis un vagabond (Hallelujah I'm a Bum) de Lewis Milestone : John
- 1933 : Daring Daughters de Christy Cabanne : Joby Johnson
- 1933 : A Quiet Night
- 1933 : Easy Millions
- 1933 : Idylle sous les toits (Rafter Romance)
- 1933 : Secret Sinners : chauffeur
- 1933 : Une nuit seulement (Only Yesterday)
- 1934 : Search for Beauty
- 1934 : Marrying Widows
- 1934 : L'Introuvable (The Thin Man) : Foster
- 1934 : Half a Sinner (en) de Kurt Neumann
- 1934 : Paris Interlude
- 1934 : L'Oiseau de feu (The Firebird) de William Dieterle : 1er policier
- 1935 : Keystone Hotel (en) de Ralph Staub : directeur de l'hôtel
- 1935 : Society Doctor
- 1935 : L'Ombre du doute de George B. Seitz : Détective
- 1935 : Night Life of the Gods : Oscar
- 1935 : Femmes d'affaires (Traveling Saleslady) de Ray Enright : Harry Trivers
- 1935 : Je veux être une lady (Goin' to Town) : cowboy
- 1935 : Public Hero#1
- 1935 : Here Comes the Band
- 1935 : Bad Boy
- 1935 : Guard That Girl : Ellwood
- 1936 : Ce que femme veut (Love Before Breakfast) de Walter Lang : The Host
- 1936 : Héros malgré lui (Sons o' Guns) : Vogel
- 1936 : Furie (Fury) : un serveur
- 1936 : Tonnerre sur la cité ardente (San Francisco) : Freddie Duane
- 1936 : Hollywood Boulevard : le scénariste
- 1936 : L'Enchanteresse (The Gorgeous Hussy) : Major Domo
- 1936 : Mister Cinderella : Mr. G.W. Mason
- 1936 : Loufoque et Cie (Love on the Run)
- 1936 : The Mandarin Mystery
- 1937 : La Loi de la forêt (God's Country and the Woman) de William Keighley : Kewpie
- 1937 : Sing While You're Able : Val Blodgett
- 1937 : Un vieux gredin (The Good Old Soak) de J. Walter Ruben : Mike
- 1937 : Married Before Breakfast : un serveur
- 1937 : Le Secret des chandeliers (The Emperor's Candlesticks) : employé de l'hôtel
- 1937 : Saratoga : Passager du train
- 1937 : L'Énigmatique M. Moto (Think Fast, Mr. Moto)
- 1937 : This Way Please
- 1937 : The Girl Said No d'Andrew L. Stone
- 1937 : Double Wedding : Shrank
- 1937 : Beg, Borrow or Steal : Mr. Ed Thompson
- 1937 : Prescription for Romance : un sergent de police
- 1937 : Mannequin : Mr. Schwartz, propriétaire de l'appartement
- 1938 : The Jury's Secret : Hackenmeir
- 1938 : Délicieuse (Mad About Music) de Norman Taurog : Conducteur
- 1938 : International Settlement (en) d'Eugene Forde  : Lord Fauntleroy
- 1938 : A Slight Case of Murder de Lloyd Bacon
- 1938 : Walking Down Broadway de Norman Foster
- 1938 : Quelle joie de vivre (Joy of Living)
- 1938 : Stolen Heaven : Wenzel
- 1938 : Romance on the Run (en) de Gus Meins
- 1938 : Joyeux Gitans
- 1938 : Casbah (Algiers) : Maxim Bertier
- 1938 : Keep Smiling (en) de Monty Banks
- 1938 : The Arkansas Traveler
- 1938 : Toute la ville danse (The Great Waltz)
- 1938 : Sharpshooters
- 1938 : Say It in French : un serveur
- 1939 : Disbarred : le témoin de Brimmer
- 1939 : Mr. Moto's Last Warning : employé de l'hôtel
- 1939 : Je suis un criminel (They Made Me a Criminal) : Hendricks
- 1939 : Honolulu : invité chez Grayson
- 1939 : Inside Story : Hopkins
- 1939 : Happily Buried
- 1939 : Code of the Streets : Joe
- 1939 : Hotel Imperial (en)
- 1939 : Rose of Washington Square : Mr. Paunch
- 1939 : L'Homme au masque de fer (The Man in the Iron Mask) : Athos
- 1939 : Man About Town
- 1939 : Edith Cavell (Nurse Edith Cavell) : George Moulin
- 1939 : Mon mari court encore (Fast and Furious) : gérant du bar
- 1939 : Nick joue et gagne (Another Thin Man) de  W.S. Van Dyke : Cookie

### Années 1940
- 1940 : La Tempête qui tue (The Mortal Storm), de Frank Borzage : l'homme obèse dans le café (Song Leader)
- 1940 : Hired Wife : Bit Diner
- 1940 : Yesterday's Heroes (it) : Dave
- 1940 : Sandy Gets Her Man : License Clerk
- 1941 : Ride, Kelly, Ride (en) de Norman Foster : Fat Man
- 1941 : You're the One : Man in Wheel Chair
- 1941 : Washington Melodrama : Taxi driver #1
- 1941 : The People vs. Dr. Kildare (en) : Father
- 1941 : I'll Wait for You : Jim, the Hotel Clerk
- 1941 : Folie douce (Love Crazy) : Front Desk Clerk
- 1941 : Magie musicale (There's Magic in Music) : Cop
- 1941 : Bachelor Daddy : Louie (uncredited)
- 1941 : Time Out for Rhythm : Drunk
- 1941 : Le Mort fictif (Three Girls About Town) de Leigh Jason : Drunk advising mortician
- 1941 : Birth of the Blues : Fat man Sleeping in Theater
- 1941 : Hellzapoppin' de H. C. Potter : Robert T. MacChesney
- 1942 : Fingers at the Window (en) : Krum, reporter
- 1942 : The Wife Takes a Flyer (it) de Richard Wallace : Guldschreschts
- 1942 : Grand Central Murder : Tubby, Switchboard Man
- 1942 : Mon espion favori (My Favorite Spy) de Tay Garnett : Pedestrian in park
- 1942 : Ma femme est un ange (I Married an Angel) : Board Member
- 1942 : Cairo : Sleeping man in Cavity Rock Theater
- 1942 : Dr. Renault's Secret : The Hotel Proprietor
- 1942 : Lune de miel mouvementée (Once Upon a Honeymoon) : Ship bartender
- 1942 : Quiet Please: Murder (en) de John Larkin : Hungry Library Patron
- 1942 : Tennessee Johnson de William Dieterle : Drunk
- 1943 : Hi Diddle Diddle : Husband, Taxi Cab Bit
- 1943 : Mardi Gras : Chamberlain
- 1944 : The Falcon Out West : Charlie, Nightclub drunk
- 1944 : L'amour est une mélodie (Shine on Harvest Moon) : Drunk on Street
- 1944 : Hollywood Mélodie (Song of the Open Road) de S. Sylvan Simon : Crowd Extra
- 1944 : Sensations of 1945 : Photographer in Penny Arcade Number
- 1944 : Sérénade américaine (Music in Manhattan) de John H. Auer : Fat Man in Ticket Line
- 1944 : La Princesse et le Pirate (The Princess and the Pirate) : Companion of drunken pirate
- 1945 : Where Do We Go from Here? : Dutch councilman
- 1945 : Bedside Manner : George Hastings
- 1945 : The Blonde from Brooklyn de Del Lord : Drunk
- 1945 : Deanna mène l'enquête (Lady on a Train) : Fat Man in Newsreel Theater
- 1945 : Swingin' on a Rainbow : Drunk
- 1945 : Shady Lady : Clerk
- 1946 : Girl on the Spot : Bit Part
- 1946 : Deux Nigauds vendeurs (Little Giant) : Joe (bartender)
- 1946 : Rendezvous 24 : Herr Kompenik
- 1946 : Man from Rainbow Valley (en) de R. G. Springsteen : Mayor
- 1946 : L'Emprise du crime (The Strange Love of Martha Ivers) : Man waiting for friend
- 1946 : Sing While You Dance : Jerome Smith
- 1946 : The Missing Lady : Drunk in Bar
- 1946 : La Rapace (Decoy) de Jack Bernhard : Bartender
- 1946 : Pas de congé, pas d'amour (No Leave, No Love) : Hotel clerk
- 1946 : Wife Wanted : Arthur Mayfield
- 1946 : La Fille et le Garçon (The Time, the Place and the Girl) : Process Server
- 1946 : Duel au soleil (Duel in the Sun) de King Vidor : Barbecue guest
- 1947 : That's My Gal : Stagehand
- 1947 : Fun on a Weekend
- 1947 : Les Exploits de Pearl White (The Perils of Pauline) : Western saloon set bartender
- 1947 : Dick Tracy contre le gang (Dick Tracy Meets Gruesome) : Crandall, a bank customer
- 1947 : Song of Love : Stage Manager

### Années 1950
- 1951 : Le Grand Caruso (The Great Caruso) : Spotlight Operator
- 1951 : Discrétion assurée (No Questions Asked) d'Harold F. Kress : Mac (bartender)
- 1951 : Strictly Dishonorable : Stage Hand at 'Faust'
- 1951 : Show Boat : Drunk
- 1951 : Le Grand Attentat (The Tall Target) : Politician